# Моданг (язык)
Моданг (индон. Bahasa Modang) — один из австронезийских языков, распространён на острове Калимантан — в пяти анклавах на территории провинции Западный Калимантан (Индонезия).
По данным Ethnologue, количество носителей данного языка составляло 15,3 тыс. чел. в 1981 году.

## Диалекты
В составе языка моданг выделяют следующие диалекты: бенехес, келинган (лонг-ваи, лонг-ве), лиах-бинг, лонг-бенто, лонг-глат, нахес.